# Kaikohe
Kaikohe är en stad i Northland i Nya Zeeland. Staden ligger 260 kilometer nordväst om Auckland och är belägen halvvägs mellan Hokianga och Bay of Islands. Kaikohe är administrativt centrum för Far North District och hade 4 437 invånare vid folkräkningen 2018.

## Geografi
Staden är byggd på en jämförelsevis jämn yta och den omgivande landsbygden är kuperad, med undantag för direkt västerut där den cirka 300 meter höga Kaikohe Hill ligger. I nordöst stiger landskapet och övergår i vulkaniska kullar sydöst om Lake Omapere.

## Historia
Kaikohe var ursprungligen en maoriby som kallades Opanga. Under 1800-talet plundrades byn av en rivaliserande stam och flyktingarna levde på bären från kohekohe-trädet som växte i lunder på Tokareireia (numera Kaikohe Hill). Efter detta blev platsen känd som Kai kohekohe vilket sedan kortades ner till Kaikohe.
Under flaggstångskriget utkämpades flera strider i området kring Kaikohe, en av ledarna under kriget, Hone Heke bosatte sig efter kriget på platsen och dog i Kaikohe 1850. Hans ättling Hone Heke Ngapua var parlamentsledamot för valkretsen Northern Maori och bodde också i staden, ett monument över honom invigdes i april 1911 på Kaikohe Hill av den tillförordnade premiärministern James Carroll.
Kaikohe förblev en mindre bosättning fram till 1914 då järnvägen från Whangarei och Otiria nådde staden. Inflyttningen ökade ytterligare 1919 då återvändande militärer från första världskriget bosatte sig där. Under andra världskriget var Kaikohe bas för ett amerikanskt fältsjukhus och en flygbas för bombplan.

## Demografi

### Befolkning
| Befolkningsutvecklingen i Kaikohe 2006–2018 | Befolkningsutvecklingen i Kaikohe 2006–2018 | Befolkningsutvecklingen i Kaikohe 2006–2018 | Befolkningsutvecklingen i Kaikohe 2006–2018 | Befolkningsutvecklingen i Kaikohe 2006–2018 |
| ------------------------------------------- | ------------------------------------------- | ------------------------------------------- | ------------------------------------------- | ------------------------------------------- |
|                                             |                                             |                                             |                                             |                                             |
| År                                          |                                             |                                             | Folkmängd                                   |                                             |
| 2006                                        | 2006                                        |                                             | 4 041                                       |                                             |
| 2013                                        | 2013                                        |                                             | 3 855                                       |                                             |
| 2018                                        | 2018                                        |                                             | 4 437                                       |                                             |
|                                             |                                             |                                             |                                             |                                             |